# Peleliu (isla)
Peleliu es una isla en el Océano Pacífico que pertenece a la nación insular de Palaos, parte de Oceanía. La isla constituye la mayor parte del estado del mismo nombre que está formado por la isla en sí y diversas islas más pequeñas. Posee una superficie de 12,8 kilómetros cuadrados con una longitud de 9,8 kilómetros y un ancho máximo de 1,6 kilómetros. El punto más elevado alcanza los 50 metros sobre el nivel del mar. Según estimaciones del año 2000 la isla tenía 571 habitantes.